# دهستان یاتری
یاتری بالا
دهستان یاتری یکی از دهستان‌های شهرستان آرادان در استان سمنان ایران است. بر اساس سرشماری سال ۱۳۸۵، جمعیت این دهستان ۵٬۷۱۴ نفر (۱٬۶۶۵ خانوار) بوده است.
دهستان یاتری در بخش آرادان قرار دارد. مرکز این دهستان، روستای یاتری بالا است و دیگر روستاهای مسکونی آن از این قرارند:
- حسین‌آباد کرده
- هشت‌آباد
- داور آباد
- یاتری پایین
- رستم‌آباد
- دولت‌آباد
- ده‌سلطان
- امامزاده عبدالله
- سوداغلان
- امامزاده علی‌اکبر
- امیرآباد
- تقی‌آباد
- امامزاده ذوالفقار

## نامگذاری
برخی نام یاتری را یک کلمه ترکی و به معنی خوابگاه ذکر کرده اند.  در زبان هندی यात्री یا /yātrī/ به معنی مسافر می باشد. 